# Puustellinsaari (ö i Lappland)
Puustellinsaari är en ö i Finland. Den ligger i sjön Pöyliöjärvi och i kommunen Kemijärvi i den ekonomiska regionen  Östra Lapplands ekonomiska region  och landskapet Lappland, i den norra delen av landet, 700 km norr om huvudstaden Helsingfors. Öns area är 0,3 hektar och dess största längd är 60 meter i sydöst-nordvästlig riktning.